# SN 1959F
SN 1959F – supernowa odkryta 26 grudnia 1959 roku w galaktyce M+00-08-25. W momencie odkrycia miała maksymalną jasność 18,50m.